# Tropicanus singularis
Tropicanus singularis är en insektsart som beskrevs av Delong 1944. Tropicanus singularis ingår i släktet Tropicanus och familjen dvärgstritar. Inga underarter finns listade i Catalogue of Life.